# 赫德利冰川
赫德利冰川（英語：Hedley Glacier），是南極洲的冰川，位於維多利亞地，處於庫克里山地區，流經科茨山，最終注入費拉爾冰川，由英國的探險隊命名，現時由南極條約體系管理。